# Пузійчук Андрій Вікторович
Андрій Вікторович Пузійчук (нар. 13 червня 1978, м. Малин, Житомирська область) — український підприємець, політик. Народний депутат України 9-го скликання.

## Життєпис
Освіта вища.
З січня по листопад 2019 року очолював Чернігівську обласну організацію ВО «Батьківщина».
Кандидат у народні депутати від партії ВО «Батьківщина» на парламентських виборах 2019 року, № 21 у списку. На час виборів: заступник генерального директора ТОВ "Домобудівельна компанія «Фундамент», член ВО «Батьківщина». Проживає в м. Києві.
З серпня 2019 року по червень 2020 року був першим заступником голови Комітету Верховної Ради України з питань Регламенту, депутатської етики та організації роботи Верховної Ради України.
З червня 2020 року — член Комітету Верховної Ради України з питань бюджету.
Очолював Тимчасову слідчу комісію Верховної Ради України з питань розслідування фактів корупції в органах державного архітектурно-будівельного контролю та нагляду.
Заступник члена Постійної делегації у Парламентській асамблеї НАТО, член груп з міжпарламентських зв'язків з Італійською Республікою, Китайською Народною Республікою, Сполученими Штатами Америки та Королівством Саудівська Аравія.